# Il Regionale
Il Regionale era un programma d'informazione che andava in onda ogni 2-3 giorni dalla creazione dell'allora TSI, nel 1958, fino al 1984. Si può dire che fosse il predecessore de Il Quotidiano, che è stato creato l'anno successivo al termine della trasmissione.
Le notizie venivano narrate da speaker anziché da conduttori.
Da alcuni anni, RSI LA1 ha ricominciato a mandare in onda, il mattino presto nei giorni feriali, le varie puntate.

## Programmazione
- Era trasmesso ogni 2-3 giorni alla sera.